# Outremont
Outremont – jedna z dziewiętnastu dzielnic Montrealu. W 1875 roku ówczesna niezależna gmina Côte Sainte-Catherine zmieniła nazwę na Outremont. W ciągu następnego stulecia ten typowo rolniczy obszar zamienił się w przedmieście rezydencjalne. W 2002 Outremont zostało włączone do Montrealu jako jego dzielnica.
Liczba mieszkańców Outremont wynosi 22 897. Język francuski jest językiem ojczystym dla 62,6%, angielski dla 10,8% mieszkańców (2006).
W dzielnicy jest stacja metra Outremont.

## Współpraca
- Le Vésinet, Francja